# Calathea cinerea
Calathea cinerea är en strimbladsväxtart som beskrevs av Eduard August von Regel. Calathea cinerea ingår i släktet Calathea och familjen strimbladsväxter. Inga underarter finns listade.